# Moreno Fendero
Moreno Fendero est un boxeur français né le 31 mai 1999 à Bangui (République centrafricaine).

## Biographie
Moreno Fendero est surnommé le « Taureau de Bangui » en raison de sa ville natale. Il a grandi à Besançon puis à Chartres. Il se lance dans la boxe en 2015.
Il est sacré champion de France des poids moyens en 2018, battant Victor Yoka, et en 2021, en battant Thierry N'Gounda.
Moreno Fendero remporte la médaille de bronze dans la catégorie des poids moyens aux Jeux méditerranéens de 2022 à Oran, puis aux Championnats du monde de boxe amateur 2023 à Tachkent.
Il décide ensuite de passer professionnel en 2023 et s'installe au Canada.

## Médias
De 2021 à 2023, il participe aux trois premières saisons de la série-documentaire CHAMPION(S) sur France.TV qui suit son quotidien et son ascension au sein du pôle boxe de l'INSEP.